# Orenaia
Orenaia là một chi bướm đêm thuộc họ Crambidae.